# Regentenstraße 91 (Mönchengladbach)

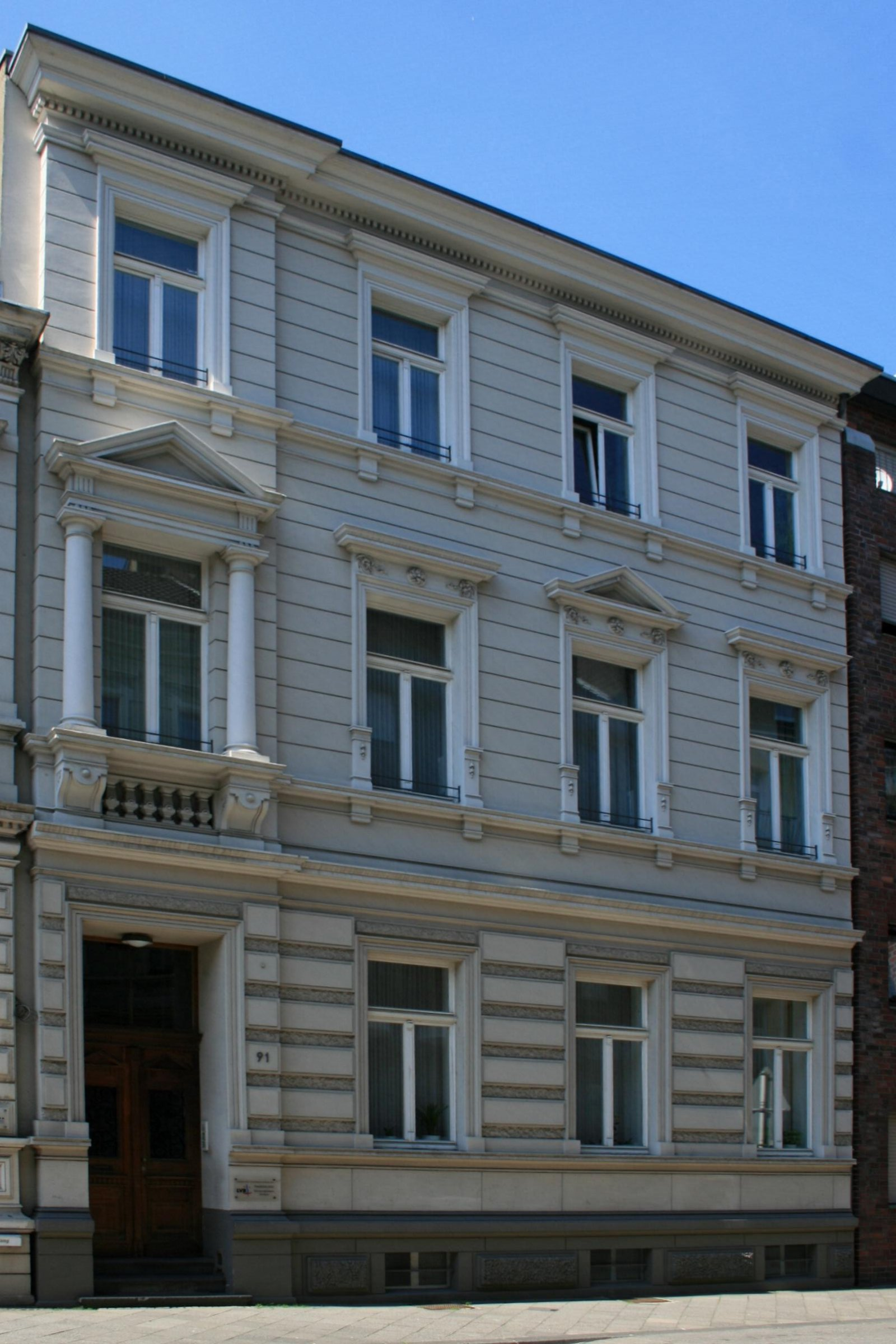
Wohnhaus (2010)

Das Wohnhaus Regentenstraße 91 steht im Stadtteil Eicken in Mönchengladbach (Nordrhein-Westfalen).
Das Gebäude wurde Ende des 19. Jahrhunderts erbaut. Es wurde unter Nr. R 050 am 17. Mai  1989 in die Denkmalliste der Stadt Mönchengladbach eingetragen. Es ist Sitz der Tagesklinik der LVR-Klinik Mönchengladbach.

## Architektur
Bei dem Objekt handelt es sich um ein dreigeschossiges, vierachsiges und traufenständiges Gebäude, das zu Ende des 19. Jahrhunderts erbaut wurde. Das im Stil des Spätklassizismus gehaltene Gebäude ist Bestandteil eines geschlossenen Ensembles.